# 박윤현
박윤현(1977년~ )은 대한민국의 배우이다. 1998년 SBS 공채 8기 탤런트로 데뷔하였다. 1996년 미스코리아 대회에서 '미스 경남 진'으로 입상하며 연예계에 데뷔하였다.

## 학력
- 창원전문대학

## 출연 작품

### 드라마
- 1998년 SBS 일일연속극 《서울 탱고》
- 1998년 SBS 주말극장 《사랑해 사랑해》
- 1998년 SBS 드라마 스페셜 《미스터Q》
- 1998년 SBS 주말극장 《로맨스》
- 1998년 SBS 일일연속극 《7인의 신부》
- 1998년 SBS 주말극장 《흐린 날에 쓴 편지》
- 1998년 SBS 일일시트콤 《순풍산부인과》
- 1998년 SBS 아침드라마 《엄마의 딸》
- 1998년 SBS 일일연속극 《미우나 고우나》
- 1999년 SBS 일일연속극 《약속》
- 1999년 SBS 드라마 스페셜 《토마토》
- 1999년 SBS 아침드라마 《그녀의 선택》
- 1999년 SBS 드라마 스페셜 《해피투게더》
- 1999년 SBS 월화드라마 《맛을 보여드립니다》
- 1999년 SBS 일요아침드라마 《달콤한 신부》
- 2000년 SBS 드라마 스페셜 《불꽃》
- 2000년 SBS 드라마 스페셜 《팝콘》
- 2000년 SBS 드라마 스페셜 《경찰특공대》
- 2000년 SBS 아침연속극 《용서》
- 2000년 SBS 드라마 스페셜 《여자만세》

### 영화
- 2002년 《오버 더 레인보우》 ... 혜영 역

## 수상
- 1996년 미스코리아 경남 진
- 1996년 미스코리아 미스한국일보

| 미스코리아 한국일보 |               |        |
| 1995년              | 1996년 박윤현 | 1997년 |
| 김정애              | 1996년 박윤현 | 석류미 |
|                     |               |        |
|                     |               |        |

| 미스코리아 경남 진(眞) |               |        |
| 1995년                 | 1996년 박윤현 | 1997년 |
| 김정애                 | 1996년 박윤현 | 석류미 |
|                        |               |        |
|                        |               |        |